# Sul

Sul.

Sul, um dos quatro pontos cardeais da rosa dos ventos, ou meridião, ou meridional ou austral; meio-dia; para quem está no hemisfério norte, ao meio-dia solar o Sol encontra-se a Sul do observador.
O sul é apontado, junto com o norte, pela agulha da bússola (onde a declinação magnética for zero). 
Para quem observa de frente o nascer do sol, o sul fica à direita.